# Claudio Pizarro
Claudio Miguel Pizarro Bosio (Peru, Callao, 1978. október 3. –) perui válogatott labdarúgó. A Borussia Mönchengladbach ellen 2010. október 23-án szerzett gólja a 134. találata volt a Bundesligában és ezzel ő a legeredményesebb külföldi játékos.
Korábbi labdarúgó, legutóbb a Werder Bremen játékosa volt.

## Pályafutása

### Chelsea
2007. július 1-jén érkezett a Chelsea-be, ingyen, mivel a Bayernnél lejárt a szerződése. Új klubjánál 4 éves, évi 5 millió dollárról szóló szerződést írt alá (2011-ig). Ő az első perui játékos a Chelsea-nél. A 14-es számú mezt kapta meg. Ezt a számot viseli a válogatottban, és korábban a Bayern Münchennél egyaránt. Pizarro elmondta, hogy döntését nagyban befolyásolta válogatottbeli csapattársa, Nolberto Solano, aki a West Ham United játékosa, valamint a Manchester United-hez igazolt Owen Hargreaves, akivel az FC Bayern Münchenben voltak csapattársak.
Leigazolása óta ritkán került a kezdőbe, de első gólját a Premier League nyitó fordulójában 2007. augusztus 12-én, a debütáló mérkőzésén, a Birmingham City ellen szerezte. Második gólját szintén a Birmingham City-nek lőtte 2008. január 19-én, amivel a Chelsea megnyerte a találkozót.

### Válogatott

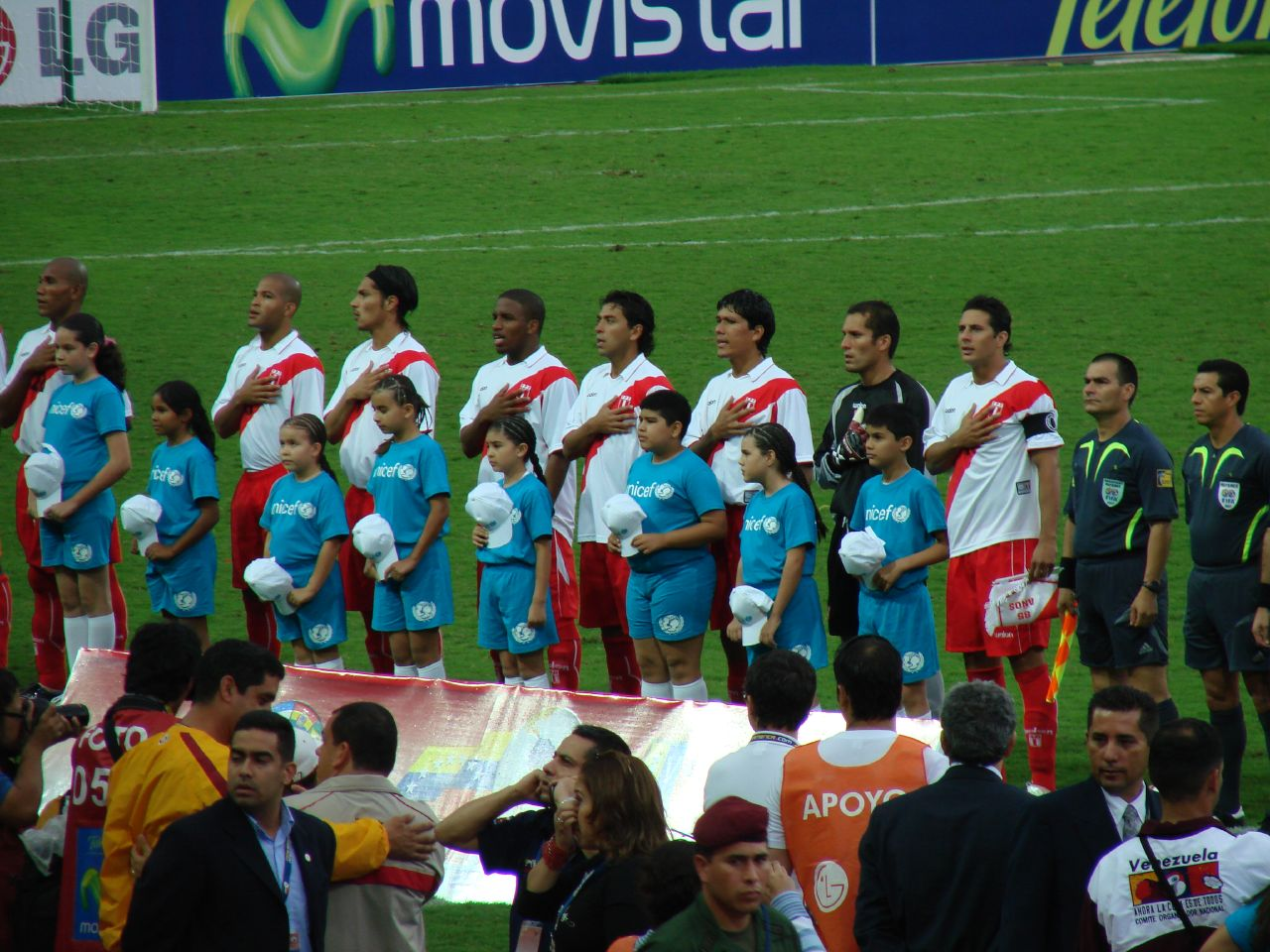
Pizarro Peru kapitányaként a 2007-es Copa América-n

Pizarro a perui válogatott játékosa, korábbi csapatkapitánya. Játszott a 2007-es Copa América-n, Bolívia ellen két gólt szerzett.
A Perui Labdarúgó-szövetség Pizarro-t és még három csapattársát 18 hónapra eltiltotta a válogatottban való szerepléstől, miután 2007. december 7-én a Brazília elleni világbajnoki selejtező előtt nőket vittek fel szállodai szobájukba és alkoholt is fogyasztottak. Az eltiltás 2008. március 28-án kezdődött.

## Statisztika
| Csapat             | Szezon | Bajnokság | Bajnokság | Kupa    | Kupa  | UEFA    | UEFA  | Összesen | Összesen |
| Csapat             | Szezon | Meccsek   | Gólok     | Meccsek | Gólok | Meccsek | Gólok | Meccsek  | Gólok    |
| ------------------ | ------ | --------- | --------- | ------- | ----- | ------- | ----- | -------- | -------- |
| Chelsea            | 07-08  | 21        | 2         | 7       | 0     | 2       | 0     | 30       | 2        |
| Össz.              |        | 21        | 2         | 7       | 0     | 2       | 0     | 30       | 2        |
| FC Bayern München  | 06-07  | 33        | 8         | 2       | 0     | 10      | 4     | 45       | 12       |
| FC Bayern München  | 05-06  | 26        | 11        | 5       | 5     | 6       | 1     | 37       | 17       |
| FC Bayern München  | 04-05  | 23        | 11        | 5       | 6     | 7       | 4     | 35       | 21       |
| FC Bayern München  | 03-04  | 31        | 11        | 4       | 1     | 7       | 0     | 42       | 12       |
| FC Bayern München  | 02-03  | 31        | 15        | 6       | 2     | 5       | 1     | 42       | 18       |
| FC Bayern München  | 01-02  | 30        | 15        | 4       | 0     | 14      | 4     | 48       | 19       |
| Össz.              |        | 174       | 71        | 26      | 14    | 49      | 14    | 249      | 99       |
| Werder Bremen      | 00-01  | 31        | 19        |         |       | 5       | 4     | 36       | 23       |
| Werder Bremen      | 99-00  | 25        | 10        |         |       | 9       | 3     | 34       | 13       |
| Össz.              |        | 56        | 29        |         |       | 14      | 7     | 70       | 36       |
| Alianza Lima       | 98-99  | 22        | 18        |         |       |         |       | 22       | 18       |
| Alianza Lima       | 97-98  | 22        | 7         |         |       |         |       | 22       | 7        |
| Össz.              |        | 44        | 25        |         |       |         |       | 44       | 25       |
| Deportivo Pesquero | 96-97  | 16        | 3         |         |       |         |       | 16       | 3        |
| Deportivo Pesquero | 95-96  | 25        | 8         |         |       |         |       | 25       | 8        |
| Össz.              |        | 41        | 11        |         |       |         |       | 41       | 11       |
| Összesen           |        | 317       | 136       | 27      | 14    | 63      | 21    | 407      | 171      |

Frissítve:2008. március 8.

## Sikerei, díjai
- Német-bajnok: 2003, 2005, 2006, 2013, 2014
- Német kupa-győztes: 2003, 2005, 2006, 2013
- Német szuperkupa-győztes: 2012
- UEFA-bajnokok ligája-győztes: 2013
- UEFA-szuperkupa-győztes: 2013
- FIFA-klubvilágbajnokság-győztes: 2013
- Világkupa győztes – 2001
- Ligakupagyőztes – 2004